# دانیال گباگیدی
دانیال گباگیدی (انگلیسی: Daniel Gbaguidi؛ زادهٔ ۱۴ ژانویهٔ ۱۹۸۸) بازیکن فوتبال اهل بنین است.
از باشگاه‌هایی که در آن بازی کرده‌است می‌توان به باشگاه فوتبال المپیک مارسی اشاره کرد.
وی همچنین در تیم‌های ملی فوتبال France national under-15 football team, France national under-16 football team، زیر ۱۷ سال فرانسه، زیر ۲۱ سال فرانسه، و بنین بازی کرده‌است.